# Mount Frustum
Mount Frustum ist ein großer, pyramidenförmiger und 3100 m hoher Tafelberg im ostantarktischen Viktorialand. In der Mesa Range ragt er zwischen Mount Fazio und dem Scarab Peak im südlichen Teil der Tobin Mesa auf.
Die Nordgruppe einer von 1962 bis 1963 dauernden Kampagne im Rahmen der New Zealand Geological Survey Antarctic Expedition benannte ihn deskriptiv nach der englischsprachigen Bezeichnung für einen Kegel- oder Pyramidenstumpf.